# Aabenraa Kommune (1970–2006)
| Daten           | Daten         |
| --------------- | ------------- |
| Verwaltungssitz | Aabenraa      |
| Fläche          | 128,68 km²    |
| Einwohner       | 21.994 (2006) |
| Bürgermeister   | Poul Thomsen  |

Aabenraa Kommune (deutsch: Kommune Apenrade) war eine Kommune in Sønderjyllands Amt, Dänemark. Sie wurde im Zuge der Kommunalreform 1970 durch Zusammenlegung der Stadt Aabenraa mit den Landkirchspielen Løjt (deutsch: Loit), Ensted (deutsch: Enstedt) und einem kleinen Teil Rises (deutsch: Ries) gebildet. 2007 schlossen sich vier Nachbarkommunen der neuen Aabenraa Kommune an.